# Dương Chí
Dương Chí (chữ Hán: 楊志; bính âm: Yáng Zhì) là một nhân vật có thật trong lịch sử, trong Tam triều bắc minh hội biên, ông là thủ lĩnh nghĩa quân được triều đình nhà Tống chiêu an, đi tiên phong chống quân Kim. Ngoài ra ông cũng là một nhân vật hư cấu trong tiểu thuyết Thủy hử của nhà văn Thi Nại Am. Ông có biệt hiệu là Thanh Diện Thú (chữ Hán: 青面獸; tiếng Anh: Blue Faced Beast; nghĩa: Thú mặt xanh) do ông có một vết bớt màu xanh trên mặt. Ở Lương Sơn Bạc, Dương Chí là đầu lĩnh thứ 17, được sao Thiên Ám Tinh (chữ Hán: 天暗星; tiếng Anh: Dark Star) chiếu mệnh.

## Tiểu sử
Dương Chí là hậu duệ của Ngũ hầu Dương Lệnh Công nổi tiếng, dòng dõi năm đời của Dương gia tướng, lưu lạc ở Quan Tây. Thời trẻ, Dương Chí thi võ cử, rồi làm đến chức Điện Tư Chế sứ quân, sau được giao nhiệm vụ tải đá hoa về nộp kinh sư. Chẳng may khi đi đến giữa sông Hoàng Hà, bị sóng đánh đắm thuyền, mất cả đá hoa nên ông phải trốn đi nơi khác.

## Bán bảo đao và vận chuyển Sinh Thần Cương
Sau khi bị đắm thuyền, Dương Chí không dám về kinh, bỏ trốn lưu lạc. Khi đi ngang qua Lương Sơn Bạc, gặp lúc Lâm Xung đang mai phục, ông đánh nhau với Lâm Xung. Vương Luân thấy võ nghệ của Dương Chí cao siêu, bèn mời nhập đảng nhưng ông từ chối vì không muốn làm cướp.
Từ giã Lương Sơn Bạc, Dương Chí không biết đi đâu bèn về kinh chịu tội. Tuy được triều đình ân xá, nhưng bị Cao Cầu đuổi đi. Trong lúc túng thiếu ông đành đi bán bảo đao, bị một tên lưu manh tên Ngưu Nhị sinh sự, ông giết hắn rồi lên đầu thú. Quan xử ông bị đày đến phủ Đại Danh, được Lương Trung thư (tên thật là Lương Thế Kiệt) - con rể thái sư Sái Kinh yêu mến, đưa về hầu hạ dưới trướng. Lương Thế Kiệt mở sảnh diễn võ cho Dương Chí có cơ hội trổ tài. Dương Chí đấu võ với Phó bài quân Chu Cẩn và Chính bài quân - Cấp Tiên Phong Sách Siêu. Sau trận đấu võ, Dương Chí được thăng chức quan Đề hạt, ông đồng ý kết nghĩa anh em với Sách Siêu.
Sau đi vận chuyển châu báu chúc thọ Sái Kinh, uống phải rượu có thuốc mê của Bạch Thắng, bị bảy hảo hán Tiều Cái, Ngô Dụng, Công Tôn Thắng, Lưu Đường, Nguyễn Tiểu Nhị, Nguyễn Tiểu Ngũ, Nguyết Tiểu Thất cướp hết châu báu.

## Gia nhập núi Nhị Long
Không làm tròn trách nhiệm, Dương Chí thất vọng vô cùng, ông định tự tử thì gặp Tào Chính rủ đi cướp lấy chùa Bảo Châu trên núi Nhị Long, lại gặp Lỗ Trí Thâm, cùng cướp chùa Bảo Châu, lấy đó làm nơi an thân. Sau này chiêu nạp được thêm Võ Tòng, Trương Thanh, Tôn Nhị Nương, Thi Ân.

## Gia nhập Lương Sơn Bạc
Khi Dương Chí còn ở núi Nhị Long, Ngô Dụng và Lâm Xung đã từng tới mời ông và các thủ lĩnh ở đây gia nhập Lương Sơn, nhưng ông thù nhóm Tiều Cái, Ngô Dụng đã cướp Sinh Thần Cương, làm ông phải sống lưu lạc nên từ chối. Sau này, Tống Giang đích thân tới núi Nhị Long giúp Dương Chí và các thủ lĩnh đánh bại quan quân triều đình, ông và tất cả thủ lĩnh cùng lên Lương Sơn Bạc.
Sau khi phân định ngôi thứ, Dương Chí ngồi ghế thứ 17, chức vụ Bát Hổ Tiên Phong Sứ, một trong 8 võ tướng tiên phong của quân Lương Sơn.

## Cái chết
Sau này đánh Phương Lạp, trong trận Tô Châu, Dương Chí bị Phương Thiên Định chặt mất một chân bên trái. Các binh sĩ xông vào cứu Dương Chí nên Phương Thiên Định phải bỏ chạy. Từ đó Dương Chí phải khiêng trên cáng ở chiến trường. Cuộc chiến với Phương Lạp kết thúc, đoàn quân Tống Giang rút về. Dương Chí bị bệnh mà mất.

## Trong Đãng Khấu Chí
Tại hồi 40, khi quân Lương Sơn tiến công Thanh Chân sơn, giao chiến với quân của Phó Ngọc. Các tướng lần lượt giao phong, 5 ngày vẫn không đánh đổ được Ngọc. Đến ngày thứ 6, Lý Thành xuất chiến thì bị Ngô Dụng dùng kế bắt được. Tống Giang muốn dùng Lý Thành ra sức thuyết phục Lý thiên vương nhập hội. Lý Thành vờ đồng ý nhưng trong bụng đã có mưu khác.
Hôm sau, Vân Thiên Bưu dẫn quân tiếp ứng, cử Văn Đạt giao chiến, bên này Dương Chí xuất mã. Lý Thành ở sau Dương Chí, nâng thương định đâm, lòng bỗng thấy không nỡ, rồi nghiến răng rít lên: "Hôm nay đã đến nước này, thần mất đi một người bạn, nhà vua thêm một bầy tôi trung!". Rồi thúc ngựa nâng thương phóng thẳng từ sau lưng Dương Chí, thấu ra tận phía trước. Thương thay Thiên Ám tinh, đến chết cũng không ngờ người giết mình lại chính là bạn mình.